# Purpurna ehinaceja
Purpurna ehinaceja, (lat. Echinacea purpurea ) je cvatuća biljka iz porodice Asteraceae.  Konusno oblikovane cvjetne glavice obično su pupurne boje, barem kod   divlje biljke. Biljka je udomaćena u istočnoj Sjevernoj Americi  a javlja se i u sjeveroistočnom i srednjezapadnom dijelu Sjedinjenih Američkih država.Kao ljekovitu biljku koristili su je još sjevernoamerički Indijanci, danas se biljka koristi širom svijeta. Brojni varijeteti ove biljke koriste se i u hortikulturi kao ukrasne biljke.
Mladi listovi biljke su jestivi.

## Kemijski sastav biljke
- Echinacea purpurea sadrži polisaharide, eterična ulja (0,15 - 0,50%,po sastavu 80%  necikličkog seskviterpena C15H28), glikozid ehinakozid (do 1 %),flavonoide, tanine saponine

- Rizom i korijenje - Inulin (6%), glukozu (7%), eterično ulje. Svi dijelovi biljke sadrže enzime ,makro-(kalij,kalcij) i mikroelemenate (selen,kobalt,srebro,fosfor,cink,mangan).

## Uporaba u tradicionalnoj biljnoj medicini
Američki su Indijanci biljku izvana koristili za ugrize insekata,rane,opekline,zubobolju,infekcije grla.Iznutra su je koristili kod bolova,kašlja,grčeva u želucu,te kod ugriza zmija.

## Povijest primjene u Europi
Veliki doprinos proučavanju ehinaceje dao je sovjetski znanstvenik S. A. Tomilin. Preporučio je ehinaceju za depresiju, mentalni i fizički umor, grlobolju, tonzilitis, kroničnu sepsu, parametre, upalne bolesti unutarnjih organa, akutne i kronične zarazne bolesti (tifusna groznica, difterija, erizipelas, osteomijelitis, cerebralni meningitis ), kao i za rane.Danas (2020.)se pripravci ove biljke prodaju u svim zemljama EU.

## Uporaba u narodnoj medicini
Echinacea se koristi u tradicionalnoj (alternativnoj) medicini za različite svrhe, posebno za rane i infekcije. Popularnost sredstava iz ove biljke u Americi počela je opadati pojavom antibiotika .
U nekim slučajevima izaziva alergiju .

## Lijekovi na bazi ehinacije
U medicinskoj praksi pojedinih zemalja kao imunostimulirajuće sredstvo koriste se tinkture, dekocije i ekstrakti ehinaceje.
Prema studijama, uključivanje lijekova na bazi ehinaceje u liječenje prehlade može skratiti trajanje bolesti i olakšati njezin tijek. Ehinacea također smanjuje rizik od razvoja ponavljajućih respiratornih infekcija i pojavu komplikacija. Njegovi imunomodulatorni, antivirusni i protuupalni učinci mogu poslužiti kao značajna prednost za osjetljive ljude .
Na industrijskoj razini proizvode se uglavnom lijekovi i dodaci prehrani, proizvedeni na bazi soka ili ekstrakta biljke Echinacea purpurea, na primjer, tinktura ehinaceje na etilnom alkoholu . U kliničkoj praksi s dokazanim iskustvom uporabe lijekovi se široko primjenjuju u proizvodnji kojih se koristio sok svježe ubranih biljaka (na primjer, Immunal, Immunal plus S, Echinacea Vilar, Immunorm-Teva, Immunorm, Herbion Echinacea, Echinacea Hexal)  .
Aktivne tvari svježe dobivenog soka ehinaceje pri oralnom uzimanju imaju nespecifični imunostimulirajući učinak  .
Zbog visokog sadržaja esencijalnih ulja, antioksidanata, organskih kiselina, vitamina skupina A, C i E u ehinaceji, pripravci bazirani na ehinaceji povećavaju imunitet, pomažu tijelu u borbi protiv virusa gripe, herpesa i SARS-a. Biljka je bogata elementima u tragovima (željezo, kalcij, selen), koji imaju terapeutski učinak na sustav hematopoeze, kao i na mišićno-koštani sustav i strukture vezivnog tkiva . Selen u kombinaciji s vitaminima C i E pomaže eliminiranju slobodnih radikala iz tijela. Antioksidanti sprečavaju proces ranog starenja tjelesnih stanica i imaju antitumorsko djelovanje  .
U randomiziranoj, dvostruko slijepoj, placebo kontroliranoj studiji koja je uključivala 80 bolesnika sa simptomima obične prehlade, uključivanje ehinaceje u režim liječenja akutne prehlade omogućilo je smanjenje trajanja bolesti u prosjeku 3 dana .
U placebo kontroliranom istraživanju u koje je bilo uključeno 111 pacijenata u dobi od 18 do 65 godina, pokazano je da kada su preparati ehinaceje uključeni u terapiju kod prvih znakova respiratorne infekcije, bolest prolazi u blažem obliku - simptomi akutnih respiratornih virusnih infekcija (poput glavobolje, curenja iz nosa i dr. upaljeno grlo itd.)  .
Šest kliničkih ispitivanja s ukupno 2458 sudionika uključeno je u metaanalizu. Upotreba ekstrakata ehinaceje povezana je sa statistički značajnim smanjenjem rizika od recidiva respiratornih infekcija. Komplikacije, uključujući pneumoniju, otitis media / otitis externa i tonzilitis / faringitis, također su bile rjeđe u liječenju kod uporabe ehinaceje  .
Prema Cochrane pregledu, ehinacea nije učinkovita u prevenciji ili liječenju prehlade  .

## Kontraindikacije
Ne uzimati u trudnoći ili kod laktacije. Ne davati osobama mlađim od 12 godina. Ne uzimati kod autoimunih bolesti ili alergije na biljke iz porodice Asteraceae. Ne koristiti kod uznapredovalih sistemskih bolest (TBC, multipla skleroza, HIV, AIDS).

## Vanjske poveznice
- Plants For A Future: Echinacea purpurea